# دانشگاه ونگارد
دانشگاه ونگارد کالیفرنیای جنوبی یک دانشگاه خصوصی مسیحی در کوستا مسا، کالیفرنیا است. این اولین کالج چهار ساله در اورنج کانتی بود. این دانشگاه بیش از ۳۹ مدرک کارشناسی ارائه می‌دهد. این دانشگاه توسط کمیسیون ارشد کالج و دانشگاه WASC تأیید شده‌است.

## تاریخچه
در تابستان ۱۹۲۰، هارولد کی. نیدهام، دی دبلیو کر، و دبلیو سی پیرس مدرسه انجیل کالیفرنیای جنوبی را افتتاح کردند، مؤسسه ای که قصد داشت کارگران مسیحی را برای خدمت‌های مختلف کلیسا آماده کند. این مدرسه در سال ۱۹۲۷ از لس آنجلس به پاسادنا نقل مکان کرد. در سال ۱۹۴۳، کالج به دلیل آموزش روحانیون نظامی توسط دولت به رسمیت شناخته شد. در سال ۱۹۵۰ به پردیس کنونی نقل مکان کرد و اولین کالج چهار ساله در اورنج کانتی شد. نام آن به کالج کالیفرنیای جنوبی تغییر کرد.